# Anduoïta
L'anduoïta és un mineral de la classe dels sulfurs, que pertany al grup de la löllingita. Rep el seu nom de la seva localitat tipus: Anduo, al Tibet (Xina).

## Característiques
L'anduoïta és un arsenur de ruteni, concretament arsenur de ruteni(IV), de fórmula química RuAs₂. Cristal·litza en el sistema ortoròmbic. Forma cristalls anèdrics o euèdrics, d'uns 100μ
m; també se'n troba formant agregats granulars. La seva duresa a l'escala de Mohs és 6,5 a 7. Forma una sèrie de solució sòlida amb l'omeiïta.
Segons la classificació de Nickel-Strunz, l'aurostibita pertany a «02.EA: Sulfurs metàl·lics, M:S = 1:2, amb Fe, Co, Ni, PGE, etc.» juntament amb els següents minerals: aurostibita, bambollaïta, cattierita, erlichmanita, fukuchilita, geversita, hauerita, insizwaita, krutaïta, laurita, penroseita, pirita, sperrylita, trogtalita, vaesita, villamaninita, dzharkenita, gaotaiita, alloclasita, costibita, ferroselita, frohbergita, glaucodot, kullerudita, marcassita, mattagamita, paracostibita, pararammelsbergita, oenita, clinosafflorita, löllingita, nisbita, omeiïta, paxita, rammelsbergita, safflorita, seinäjokita, arsenopirita, gudmundita, osarsita, ruarsita, cobaltita, gersdorffita, hol·lingworthita, irarsita, jolliffeïta, krutovita, maslovita, michenerita, padmaïta, platarsita, testibiopal·ladita, tolovkita, ullmannita, willyamita, changchengita, mayingita, hollingsworthita, kalungaïta, milotaïta, urvantsevita i rheniïta.

## Formació i jaciments
Es tracta d'un mineral d'origen magmàtic, com unes inclusions molt rares en espinel·la cròmica en cossos de cromitita envoltada de peridotita augita, dunita serpentinitzada, harzburgita i piroxenita. Sol trobar-se associada a altres minerals com: pirita, espinel·la, pirrotina, marcassita, magnetita, calcopirita, molibdenita, galena, mil·lerita, violarita, rutenarsenita, sperrylita, iridarsenita, irarsenita, irarsita, osarsita, osmiridi, laurita, ruteniridosmina o hol·lingworthita. Se n'ha trobat a Maja e Sukës (Albània), Anduo (Xina), Outokumpu (Finlàndia), Pefki (Grècia) i a Kapitanov (Ucraïna).